# ジュビレーション! (東京ディズニーランド)
ジュビレーション! (Jubilation!) は、東京ディズニーランドで2008年4月15日から2013年4月5日まで実施されたパレードの名称。NTTドコモがスポンサーとなっていた。

## 概要
Jubilationは『歓喜・歓声』という言葉を意味する。
東京ディズニーリゾート25周年を記念して東京ディズニーランドに登場したパレード。
ディズニー映画のワンシーンやピュアなディズニーの世界観をテーマにした色鮮やかな9つのフロートで構成されている。
オープニングフロートにミニーマウスが、フィナーレフロートにミッキーマウスと仲間たちが乗っている。
2013年4月15日に新パレードハピネス・イズ・ヒアがスタートすることから、同年4月5日に公演を終了した。

## 25thアニバーサリー版
『ジュビレーション!』では東京ディズニーリゾート25thアニバーサリーとして2008年4月15日から2009年4月14日まで、停止してショーモードを行っていた。
『ジュビレーション!』以前に開催されてきた停止型パレードは通常3回の停止であったのに対し、『ジュビレーション!』では計4回（観覧場所単位ではAパートとBパートの1回ずつ）の停止が行われた。
停止位置
1. ウエスタンランド〜ファンタジーランド
2. プラザ〜ウエスタンランド
3. トゥーンタウン〜パートナー像前(プラザ)
4. トゥーンタウン

パートごとでの停止となるため、4回目の停止ではパレード全体がパレードルートに停止しているわけではない。
ショーモードの内容は、停止して25周年をダンスと手拍子でお祝いするという物であった。悪天候時には実施されなかった。

## レギュラーパレード
2009年4月15日以降は、停止してのショーモードが無くなり、通過型として開催された。
ミッキーマウスたちが乗っているフィナーレフロートに付けられていた「25th」のロゴが外され、ハートマークに付け替えられた。

## スタート当初のフロート構成と登場キャラクター
Aパート
- フロート1 オープニング ［ミニーマウス・ブルーフェアリー など］
- フロート2 プリンセスガーデン ［シンデレラ・ベル・オーロラ姫 ディズニープリンセス&プリンス］
- フロート3 フォレストフレンズ ［ポカホンタス・ミーコ・プーさん・イーヨー・ブレアラビット・ブレアベアなど森をイメージしたフロート］
- フロート4 ジャングル・サファリ ［シンバ・バルー・モーグリなど］
- フロート5 パイレーツムーン ［ピーター・パン・フック船長・スミーなどゆりかごのような海賊船でピーターパンとフック船長ら海賊が戦っているフロート］

Bパート
- フロート6 リロ・アンド・スティッチ ［リロ・スティッチなどハワイアンなフロート］
- フロート7 バブルス ［ピノキオ・ジミニー・クリケット・三匹の子ぶた・ダンボなど］
- フロート8〜10 ピクサーパルズ ［Mr.インクレディブル・モンスターズ・インクなどピクサーのキャラクター］
- フロート11 フィナーレ ［ミッキーマウス・ドナルドダック・デイジーダック・グーフィー・プルート・ティンカー・ベルなど］

25周年が終了しショーモードの省略が行われ、フロートの順番が一部変更になっている。25周年終了後はフロートの順番が一部変更されたが、順番が固定されていないのかフロートが前後している場合もある。下のは現在のフロート構成&登場キャラクターである。

## 最終的なフロート構成と登場キャラクター
Aパート
- フロート1 オープニング ［ミニーマウス・ブルーフェアリー など］
- フロート2 プリンセスガーデン ［シンデレラ・ベル・オーロラ姫 ディズニープリンセス&プリンス］
- フロート3 フォレストフレンズ ［ポカホンタス・ミーコ・プーさん・イーヨー・ブレアラビット・ブレアベアなど森をイメージしたフロート］
- フロート4 ジャングル・サファリ ［シンバ・バルー・モーグリなど］
- フロート5 リロ・アンド・スティッチ ［リロ・スティッチなどハワイアンなフロート］
- フロート6 パイレーツムーン ［ピーター・パン・フック船長・スミーなどゆりかごのような海賊船でピーターパンとフック船長ら海賊が戦っているフロート］

Bパート
- フロート7 バブルス ［ピノキオ・ジミニー・クリケット・三匹の子ぶた・ダンボなど］
- フロート8〜10 ピクサーパルズ ［Mr.インクレディブル・モンスターズ・インクなどピクサーのキャラクター］
- フロート11 フィナーレ ［ミッキーマウス・ドナルドダック・デイジーダック・グーフィー・プルート・ティンカー・ベルなど］

2013年時点では、2つのパートに解かれており、途中AパートBパートの間で間があいていた。2009年では最後のフロート11フィナーレとスポンサーのロゴ・フロートの2つからなるパートもあったが（もちろん、このパートの間も間が空いていた。）、現在はBパートに吸収された。
また、25周年の間も、2つのパートに分かれてはいたが、１つのパートとして行われた。（途中間が空いていない。）

## Trivia
- 軸となっている曲はパレードオリジナルのTreasure the MomentとティガームービーのYour heart Will lead You Homeである。
- アンダーライナー(パーク側のスピーカーから流れるベースの音楽)が細かく切り替わるのが特徴的。通常のデイパレードは(スペシャルイベントのパレードを含め)大半は1〜2パターンで、多くても｢先頭通過まで｣｢パレード中｣｢フィナーレ接近以降｣の3パターンだが、このパレードは｢〜フロート1｣｢フロート2〜3｣｢フロート4〜6｣｢フロート7〜10｣｢フロート11〜｣の5パターン用意されていた。
- フロート4の「シンバ」はパレード初出演である。
- ファイナルフロートの後ろに、スポンサーであるNTTドコモのロゴが付いた「ロゴ・フロート」が置いてあるが、2008年4月15日にスタートした際には、前のディズニー・ドリームス・オン・パレード"ムービン・オン"と同じものが流用されていた。これは、NTTドコモが2008年7月1日からコーポレートアイデンティティを変更することが決定していたためである。2008年7月8日から、新ロゴのデコレーションを施されたフロートとなった。
- 2008年4月11日には、ジュビレーションスペシャルナイトとして、デイパレードのパレードを夜に開催した。
- 2011年3月11日、東北三陸沖を震源とする東日本大震災がこのパレードの公演開始直後に発生した。パレードは、ホーンテッドマンション前付近で停止し、中止となった。その後、フロート1の最高部に居たブルーフェアリーはリフト付きの小型電動車で救出された。なお、パレードは東京ディズニーランドの再開後の4月19日に再開した。
- 公演終了後、以下のフロートが海外パークに輸出された。
  - ｢フロート2 プリンセスガーデン｣と｢フロート7 バブルス｣……フロリダ・ウォルトディズニーワールド・マジックキングダムの13年ぶりの完全新作となるデイパレード「Festival of Fantasy Parade」にて、2014年3月9日より使用
  - 「ピクサーパルズ」のうちリトルグリーンメンのフロート……ディズニーランド60周年記念パレード「Disney Paint the Night ~new Electrical Parade~」にて、2015年6月より使用
  - 「フロート4 ジャングル・サファリ」と「フロート5 パイレーツムーン」……ディズニーランド・パリ25周年記念のデイパレード「Disney Stars on Parade」にて、2017年3月26日より使用